# Natsume
Natsume (jap. なつめ, ナツメ) – imię japońskie, noszone zarówno przez mężczyzn jak i kobiety, używane jest też jako nazwisko.

## Możliwa pisownia
Natsume można zapisać, używając wielu różnych znaków kanji i może znaczyć m.in.:
- 棗 (jujuba)

jako nazwisko
- 夏目

## Znane osoby
o imieniu Natsume
- Natsume Ono (ナツメ), japońska mangaka

o nazwisku Natsume
- Sōseki Natsume (夏目), japoński pisarz okresu Meiji

## Fikcyjne postacie
o imieniu Natsume
- Natsume Hyūga (棗), główny bohater mangi i anime Gakuen Alice
- Natsume Kisaragi (ナツメ), bohater serii Nanatsuiro Drops

o nazwisku Natsume
- Gorō Natsume (夏目), bohater serii Hanbun no tsuki ga noboru sora
- Takashi Natsume (夏目), główny bohater mangi i serii anime Księga przyjaciół Natsume
- Tomoharu Natsume (夏目), główny bohater light novel, mangi i anime Asura Cryin’
- Yuri Natsume (夏目), bohaterka mangi i anime CANAAN